# Erradupizir
Erradupizir fue un gobernante de la dinastía guti de Sumer entre ca. 2141 a. C. y 2138 a. C. (cronología corta). Su reinado está atestiguado por una inscripción real en Nippur, donde se llama así mismo "Rey de Guti, Rey de las Cuatro Partes."

 Esta inscripción indica que después de la caída del imperio acadio ante los guti, los lullubi se rebelaron contra Erradupizir.